# Neriene amiculata
Neriene amiculata är en spindelart som först beskrevs av Simon 1905.  Neriene amiculata ingår i släktet Neriene och familjen täckvävarspindlar. Inga underarter finns listade i Catalogue of Life.